# سباق نحو القاع
سباق نحو القاع، هو مفهوم اجتماعي-اقتصادي يصف سيناريو يتنافس فيه الأفراد أو الشركات بطريقة تقلل تدريجياً من فائدة المنتج أو الخدمة استجابة لحوافز معاكسة. على سبيل المثال، في سبعينيات القرن الماضي، تنافست شركات تصنيع السيارات في الولايات المتحدة لصنع سيارات أكثر أماناً بشكل أساسي عن طريق زيادة وزن السيارة، مما دفع منافسيهم للرد بتصنيع سيارات أثقل وزناً. على مر السنين، أدى هذا إلى إنتاج مركبات أكبر حجماً وغير فعالة في استهلاك الوقود دون تحسين السلامة. تتناقض هذه الظاهرة مع المنافسة التقليدية (الاقتصادية)، التي تميل إلى تحسين السلع والخدمات.